# Calendrier universel
 (avril 2019).
Si vous disposez d'ouvrages ou d'articles de référence ou si vous connaissez des sites web de qualité traitant du thème abordé ici, merci de compléter l'article en donnant les références utiles à sa vérifiabilité et en les liant à la section « Notes et références ».
Le calendrier universel est une proposition de réforme du calendrier grégorien. Il comporte 12 mois répartis en 4 trimestres identiques de 91 jours, avec un jour en plus en fin d'année. Il est également nommé calendrier du Monde ou par abus de langage calendrier perpétuel.

## Détail
| Janvier | Janvier | Janvier | Janvier | Janvier | Janvier | Janvier |        | Avril | Avril | Avril | Avril | Avril | Avril | Avril |    | Juillet   | Juillet   | Juillet   | Juillet   | Juillet   | Juillet   | Juillet   |    | Octobre  | Octobre  | Octobre  | Octobre  | Octobre  | Octobre  | Octobre  |
| Di      | Lu      | Ma      | Me      | Je      | Ve      | Sa      | Di     | Lu    | Ma    | Me    | Je    | Ve    | Sa    | Di    | Lu | Ma        | Me        | Je        | Ve        | Sa        | Di        | Lu        | Ma | Me       | Je       | Ve       | Sa       |          |          |          |
| 1       | 2       | 3       | 4       | 5       | 6       | 7       | 1      | 2     | 3     | 4     | 5     | 6     | 7     | 1     | 2  | 3         | 4         | 5         | 6         | 7         | 1         | 2         | 3  | 4        | 5        | 6        | 7        |          |          |          |
| 8       | 9       | 10      | 11      | 12      | 13      | 14      | 8      | 9     | 10    | 11    | 12    | 13    | 14    | 8     | 9  | 10        | 11        | 12        | 13        | 14        | 8         | 9         | 10 | 11       | 12       | 13       | 14       |          |          |          |
| 15      | 16      | 17      | 18      | 19      | 20      | 21      | 15     | 16    | 17    | 18    | 19    | 20    | 21    | 15    | 16 | 17        | 18        | 19        | 20        | 21        | 15        | 16        | 17 | 18       | 19       | 20       | 21       |          |          |          |
| 22      | 23      | 24      | 25      | 26      | 27      | 28      | 22     | 23    | 24    | 25    | 26    | 27    | 28    | 22    | 23 | 24        | 25        | 26        | 27        | 28        | 22        | 23        | 24 | 25       | 26       | 27       | 28       |          |          |          |
| 29      | 30      | 31      |         |         |         |         | 29     | 30    | 31    |       |       |       |       | 29    | 30 | 31        |           |           |           |           | 29        | 30        | 31 |          |          |          |          |          |          |          |
|         |         |         |         |         |         |         |        |       |       |       |       |       |       |       |    |           |           |           |           |           |           |           |    |          |          |          |          |          |          |          |
| Février | Février | Février | Février | Février | Février | Février |        | Mai   | Mai   | Mai   | Mai   | Mai   | Mai   | Mai   |    | Août      | Août      | Août      | Août      | Août      | Août      | Août      |    | Novembre | Novembre | Novembre | Novembre | Novembre | Novembre | Novembre |
| Di      | Lu      | Ma      | Me      | Je      | Ve      | Sa      | Di     | Lu    | Ma    | Me    | Je    | Ve    | Sa    | Di    | Lu | Ma        | Me        | Je        | Ve        | Sa        | Di        | Lu        | Ma | Me       | Je       | Ve       | Sa       |          |          |          |
|         |         |         | 1       | 2       | 3       | 4       |        |       |       | 1     | 2     | 3     | 4     |       |    |           | 1         | 2         | 3         | 4         |           |           |    | 1        | 2        | 3        | 4        |          |          |          |
| 5       | 6       | 7       | 8       | 9       | 10      | 11      | 5      | 6     | 7     | 8     | 9     | 10    | 11    | 5     | 6  | 7         | 8         | 9         | 10        | 11        | 5         | 6         | 7  | 8        | 9        | 10       | 11       |          |          |          |
| 12      | 13      | 14      | 15      | 16      | 17      | 18      | 12     | 13    | 14    | 15    | 16    | 17    | 18    | 12    | 13 | 14        | 15        | 16        | 17        | 18        | 12        | 13        | 14 | 15       | 16       | 17       | 18       |          |          |          |
| 19      | 20      | 21      | 22      | 23      | 24      | 25      | 19     | 20    | 21    | 22    | 23    | 24    | 25    | 19    | 20 | 21        | 22        | 23        | 24        | 25        | 19        | 20        | 21 | 22       | 23       | 24       | 25       |          |          |          |
| 26      | 27      | 28      | 29      | 30      |         |         | 26     | 27    | 28    | 29    | 30    |       |       | 26    | 27 | 28        | 29        | 30        |           |           | 26        | 27        | 28 | 29       | 30       |          |          |          |          |          |
|         |         |         |         |         |         |         |        |       |       |       |       |       |       |       |    |           |           |           |           |           |           |           |    |          |          |          |          |          |          |          |
| Mars    | Mars    | Mars    | Mars    | Mars    | Mars    | Mars    |        | Juin  | Juin  | Juin  | Juin  | Juin  | Juin  | Juin  |    | Septembre | Septembre | Septembre | Septembre | Septembre | Septembre | Septembre |    | Décembre | Décembre | Décembre | Décembre | Décembre | Décembre | Décembre |
| Di      | Lu      | Ma      | Me      | Je      | Ve      | Sa      | Di     | Lu    | Ma    | Me    | Je    | Ve    | Sa    | Di    | Lu | Ma        | Me        | Je        | Ve        | Sa        | Di        | Lu        | Ma | Me       | Je       | Ve       | Sa       |          |          |          |
|         |         |         |         |         | 1       | 2       |        |       |       |       |       | 1     | 2     |       |    |           |           |           | 1         | 2         |           |           |    |          |          | 1        | 2        |          |          |          |
| 3       | 4       | 5       | 6       | 7       | 8       | 9       | 3      | 4     | 5     | 6     | 7     | 8     | 9     | 3     | 4  | 5         | 6         | 7         | 8         | 9         | 3         | 4         | 5  | 6        | 7        | 8        | 9        |          |          |          |
| 10      | 11      | 12      | 13      | 14      | 15      | 16      | 10     | 11    | 12    | 13    | 14    | 15    | 16    | 10    | 11 | 12        | 13        | 14        | 15        | 16        | 10        | 11        | 12 | 13       | 14       | 15       | 16       |          |          |          |
| 17      | 18      | 19      | 20      | 21      | 22      | 23      | 17     | 18    | 19    | 20    | 21    | 22    | 23    | 17    | 18 | 19        | 20        | 21        | 22        | 23        | 17        | 18        | 19 | 20       | 21       | 22       | 23       |          |          |          |
| 24      | 25      | 26      | 27      | 28      | 29      | 30      | 24     | 25    | 26    | 27    | 28    | 29    | 30    | 24    | 25 | 26        | 27        | 28        | 29        | 30        | 24        | 25        | 26 | 27       | 28       | 29       | 30       |          |          |          |
|         |         |         |         |         |         |         | (*) 31 |       |       |       |       |       |       |       |    |           |           |           |           |           | (*) 31    |           |    |          |          |          |          |          |          |          |

(*) Un jour blanc ou épagomène (qui n'entre pas dans le décompte de la semaine) est ajouté après le 30 juin lors des années bissextiles, et chaque année après le 30 décembre : il s'insère toujours dans un weekend entre le samedi et le dimanche et porte le numéro 31 de ces mois. Ce jour hors-semaine est appelé « double dimanche », « pré-dimanche » ou « Double Sunday » par les auteurs anglophones de la proposition, ou « Leap Day » en fin juin des années bissextiles, et « Year Day » en fin décembre (à ne pas confondre avec la fête traditionnelle du jour de l'an grégorien le lendemain 1er janvier : cette fête serait donc célébrée deux jours de suite avec le calendrier universel durant « deux dimanches ») ou encore « World Day » (« Jour du Monde », voire « mondi » si l'on voulait le franciser). Ce changement de calendrier n'impose pas qu'un jour épagomène soit fêté, ni férié ou chômé (bien qu'il tombe au milieu d'un weekend occidental traditionnel) ce qui peut conduire à définir le « weekend » de repos où il est inséré pour ne pas chômer le samedi qui le précède ou le dimanche qui le suit (et donc à allonger la semaine de travail d'un jour).
Donc par rapport au calendrier grégorien, ce calendrier universel ajoute deux jours fixes en février (un seul les années bissextiles), retire un jour en mars, ajoute un jour en avril, retire un jour en mai, ajoute un jour en juin uniquement les années bissextiles, retire un jour en août et laisse tous les autres mois de l'année inchangés (hormis les jours de la semaine qui sont rendus fixes par rapport à la date du mois du calendrier universel et qui se décaleront après chaque jour épagomène le 31 juin ou 31 décembre). Les longueurs des trimestres et des semestres sont également mieux équilibrées.
Le calendrier universel compte exactement 52 semaines chaque année, plus un ou deux jours épagomènes (hors des semaines), et aucune semaine n'est à cheval entre deux années (dans les pays où le premier jour de la semaine est le dimanche au lieu du lundi) ; mais c'est le cas aussi du calendrier ISO basé sur le calendrier grégorien pour compter les années (la majeure partie de l'année), les mois et les jours du mois, mais où l'année ISO ne commence pas forcément le 1er janvier mais le lundi entre le 28 décembre et le 4 janvier, l'année ISO comptant alors 52 ou 53 semaines pleines (sans aucun jour épagomène, juste éventuellement une semaine intercalaire ajoutée en fin d'année ISO bissextile et à cheval entre deux années grégoriennes) ; lorsque l'année ISO compte 53 semaines (cela ne survient que certaines années bissextiles), les dates du lundi 28 décembre au dimanche 4 janvier surviennent deux fois dans la même année ISO, en semaine 1 et en semaine 53 : pour éviter cette ambiguïté, il est préférable de ne pas désigner dans le calendrier ISO les mois de l'année et les jours du mois, mais uniquement les semaines de l'année ISO et les jours de la semaine.
Les dates comprises entre le 1er septembre et le 28 février (donc y compris le jour de l'an le 1er janvier) tombent le même jour dans le calendrier universel et le calendrier grégorien (le dernier épagomène tombant un 31 décembre dans le calendrier universel). Le 29 février grégorien des années bissextiles tombe aussi un 29 février dans le calendrier universel.
Les autres dates du calendrier grégorien (indiquées sur fond jaune dans le calendrier ci-dessus, les trois nouvelles dates anniversaires du 30 février, 31 avril et 31 juin y étant également figurées en gras ; les trois dates anniversaires supprimées du 31 mars, 31 mai et 31 août du calendrier grégorien ne sont pas mentionnées dans le calendrier universel, mais correspondent pourtant à des fêtes religieuses ou des commémorations nationales importantes dans certains pays où elles devraient être reportées ou continuer à être fêtées selon leur calendrier existant) viennent 1 à 2 jours après dans le calendrier universel (cependant les 30 premiers jours d'avril et de juin correspondent également au calendrier grégorien, mais uniquement lors des années bissextiles). Dans une année non bissextile, le 29 février du calendrier universel est le 1er mars du calendrier grégorien.

## Historique
Ce calendrier universel a été proposé dès 1887 par Gaston Armelin et Émile Manin, puis soutenu par de nombreuses personnalités.
Ce projet de calendrier a été adopté en 1954 par le Conseil économique et social de l'ONU. À la suite des pressions d'un certain nombre de pays, il a été abandonné pour des raisons religieuses, car il comporte des jours « hors-semaine » : si ces jours ne sont pas chômés, ni non plus la veille (le samedi) ou le lendemain (un dimanche), ce jour hors-semaine allonge d'une journée la semaine de travail ; mais si ces jours sont légalement chômés, ils coupent la semaine de travail en deux et introduisent des « ponts » supplémentaires où d'autres jours pourraient ne pas être travaillés non plus et désorganiser la vie civile (cette difficulté concerne essentiellement les pays de tradition musulmane dont le jour de repos hebdomadaire est le vendredi, ainsi que d'autres pays à forte tradition religieuse insistant pour une grande régularité du jour de repos hebdomadaire également dédié aux célébrations communautaires).

## Variantes
Une autre variante de ce calendrier débute l'année le lundi (au lieu du dimanche) pour coïncider (hors des États-Unis et du Canada) avec la définition plus fréquente des semaines du lundi au dimanche. Dans ce cas, les jours épagomènes (un second dimanche et non un pré-dimanche) sont ajoutés également le 31 juin (lors des années bissextiles) ou le 31 décembre (tous les ans) entre le dimanche 30 et le lundi 1er du mois suivant. Mais une telle variante n'est pas nécessaire car elle troublerait les communications internationales habituées à ne pas convertir les jours de la semaine et ne pas chômer habituellement le lundi (surtout au sein d'un même fuseau horaire et notamment entre les États-Unis et l'Amérique du Sud) et la définition légale des semaines de travail et des jours de weekend peut rester inchangée (hormis le cas spécial pour prendre en compte les weekends de milieu et fin d'année incluant un jour épagomène).

## Application
Au-delà des questions liées au droit du travail et la durée hebdomadaire du travail (qui peuvent être négociées en tenant compte des importantes différences qui existent déjà selon les pays ou activités), le plus grand frein à l'adoption de cette réforme calendaire est la célébration des fêtes religieuses (notamment les fêtes mobiles comme Pâques) et les lois de certains pays qui établissent des fêtes civiles à une date calendaire fixe de l'année tels que des célébrations anniversaires d'importance nationale historique ou qui imposent de chômer les fêtes religieuses régulières basées sur le calendrier des semaines (cela demanderait de modifier leur calendrier pour maintenir leur propre régularité en les fêtant à date calendaire variable).
Or l'unité calendaire de la semaine de 7 jours est la mieux observée au monde ; elle a toujours été la plus stable (depuis plusieurs millénaires), au point de servir de référence pour les recherches historiques portant sur des dates incertaines à déterminer ou la validité et la prédictibilité de dates établies dans le futur par des contrats existants ou des lois et traités internationaux. C'est aujourd'hui (avec la définition des durées légales de l'année et du jour, régulièrement réalignés avec les observations astronomiques depuis la Terre) la seule norme calendaire universellement appliquée et comprise de la même façon dans tous les pays, quels que soient leur définition des jours de la semaine chômés et les noms qui leur sont donnés. Revenir sur cette alternance régulière des semaines posera beaucoup plus de difficultés sur le plan social, économique, politique, culturel et religieux et celui des échanges internationaux.